# Albatros białoczelny
Albatros białoczelny (Thalassarche bulleri) – gatunek dużego ptaka z rodziny albatrosów (Diomedeidae). W dwóch podgatunkach zamieszkuje południowy Ocean Spokojny. Bliski zagrożenia wyginięciem.

## Taksonomia
Po raz pierwszy gatunek opisał Walter Rothschild w 1893 na podstawie holotypu z Nowej Zelandii. Nowemu gatunkowi nadał nazwę Diomedea bulleri. Obecnie (2021) Międzynarodowy Komitet Ornitologiczny (IOC) umieszcza albatrosa białoczelnego w rodzaju Thalassarche; wyróżnia dwa podgatunki. Niektórzy autorzy uznają je za odrębne gatunki.

## Podgatunki i zasięg występowania
IOC wyróżnia 2 podgatunki:
- T. b. bulleri (Rothschild, 1893) – gniazdują na Solander Islands i Wyspach Snares; spotykane na południowym Oceanie Spokojnym[2]
- T. b. platei (Reichenow, 1898) – gniazdują na Wyspach Trzech Króli i Wyspach Chatham; spotykane na południowym i południowo-wschodnim Oceanie Spokojnym[2]

## Morfologia

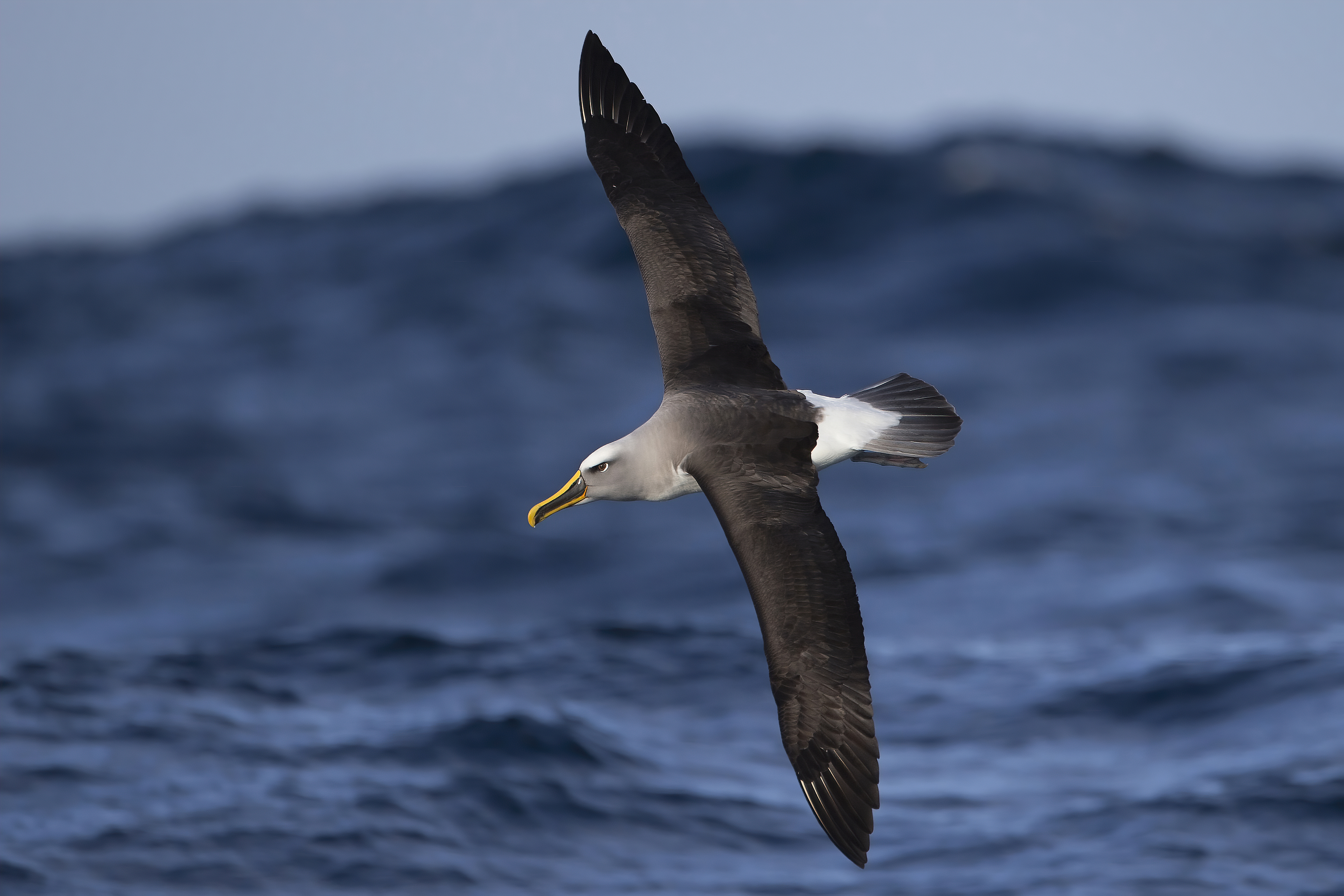
Albatros białoczelny w locie

Długość ciała wynosi 76–81 cm, rozpiętość skrzydeł 205–213 cm, masa ciała samca 2500–3800 g, samicy 2150–3200 g. Czoło szare, srebrzyste. Głowa szara, podobnie jak gardło. Okolice oka i obszar z jego przodu czarne. Za i pod okiem można dostrzec biały pas. Grzbiet, górna część skrzydła i sterówki ciemnoszare. Kuper i spód ciała białe. Spód skrzydła biały z czarną końcówką i szerokim czarnym pasem. Dziób czarny z żółtymi krawędziami u góry i na dole dzioba i końcówką. Osobniki młodociane wyróżnia szarobrązowa głowa i brązowawy dziób.

## Ekologia i zachowanie
Albatrosy białoczelne lęgną się w różnorodnych środowiskach, w tym na trawiastych łąkach, trawiastych zboczach, na klifach, w zakrzewieniach i w lasach. Żywią się głównie rybami, kałamarnicami i osłonicami; zjadają również ośmiornice i skorupiaki. Zwykle żerują samotnie, niekiedy przy obfitszych źródłach pokarmu tworzą grupy.

### Lęgi
Albatrosy białoczelne lęgi wyprowadzają raz do roku. Na Snares Island większość zniesień przypada na styczeń, młode klują się w marcu–kwietniu, w pełni opierzone są w sierpniu lub wrześniu. Na Wyspach Chatham zniesienia przypadają na październik i listopad, młode wykluwają się w styczniu, a w pełni opierzone są w czerwcu lub lipcu. W przypadku dorosłych albatrosów ze Snares i Solander Islands badano, jak wraz z postępem w lęgach zmienia się zasięg występowania tych albatrosów. Podczas inkubacji (styczeń–marzec) przebywają na szelfie na wschodzie i zachodzie Wyspy Południowej i na Morzu Tasmana. Po okresie, w którym muszą strzec piskląt (maj–kwiecień), spotykane są na szelfach w okolicy całej Wyspy Południowej. Po sezonie lęgowym ptaki dorosłe z młodymi wędrują w okolice Chile i Peru.

## Status i zagrożenia
IUCN uznaje albatrosa białoczelnego za gatunek bliski zagrożenia (NT, Near Threatened) nieprzerwanie od 2008 roku (stan w 2021). Wcześniej, od 2000 roku uznawany był za gatunek narażony (VU, Vulnerable). Liczebność populacji szacuje się na około 50–100 tysięcy dorosłych osobników. Globalny trend liczebności populacji uznawany jest za stabilny. W 1985 sztorm niemal całkowicie wymył glebę z Sisters Islands i wysp Forty-Fours. Choć zdawało się to nie wpłynąć na liczebność albatrosów białoczelnych, możliwe że poskutkowało późniejszym uszczupleniem populacji, jak to przewidywano dla albatrosów ciemnoskrzydłych (Diomedea (e.) sanfordi). Na nowozelandzkich wodach albatrosy białoczelne pospolicie łapią się na sznury haczykowe, używane podczas połowów ryb. Na wyspę Big Solander wprowadzono wekę (Gallirallus australis), która może zjadać jaja i pisklęta albatrosów.